# Антонио де Небриха
Анто́нио де Небри́ха (исп. Antonio de Nebrija, или de Lebrija, настоящее имя Antonio Martínez de Cala y Harana del Ojo; возможно 1444, Лебриха, Андалусия — 2 июля 1522, Алькала-де-Энарес) — испанский филолог, историк, педагог, грамматист и поэт.
Завершив изучение риторики и грамматики в Саламанкском университете, он в возрасте 19 лет уехал в Италию, где продолжил свои занятия в Университете Болоньи, полностью посвятив себя, кроме других предметов, латинскому, греческому, еврейскому языкам и грамматике.
Возвратившись в Испанию в 1473 году, он преподавал в университетах Севильи и Саламанки, составил грамматику латинского языка, разработал латино-испанский и испано-латинский словари и сочинил ряд других лингвистических трудов. Небриха с полным основанием считается основателем филологической науки в Испании.
Книга Небрихи «Грамматика испанского языка» (исп. Gramática castellana, 1492) — первое полное описание грамматики испанского языка. Книга неоднократно переиздавалась, ею пользовались или ей подражали авторы последующих грамматик. Изданные несколько позднее «Правила испанской орфографии» (Reglas de ortografía española, 1517), по существу повторявшие изложенное в «Грамматике», содержат формулировки общих принципов графики и их применение к испанскому языку.

## Произведения
- Introducciones latinas, 1481
- Gramática castellana, 1492
- Diccionario latino-español (1492) и Vocabulario español-latino (1494).
- Reglas de ortografía española, 1517.
- Reglas de ortografía en la lengua castellana (опубликована посмертно, 1523).
- Artis rhetoricae compendiosa coaptatio Архивная копия от 7 ноября 2016 на Wayback Machine (1529)